# نواحی پلاگ در سیالات بینگهام و غیرنیوتنی
سیالات نیوتونی آن‌ دسته از سیالاتی هستند که ویسکوزیته‌ی ثابت دارند: رابطه‌ی تنش برشی τ و نرخ برش γ˙ خطی و از مبدأ عبور می‌کند، مثلاً آب یا روغن .
رابطه  آن بدین صورت است τ=μγ˙  و بدون تنش تسلیم، جریان از γ˙=0 شروع می‌شود.
سیالات غیرنیوتنی رفتارهای پیچیده‌تری دارند، مانند ویسکوزیته‌ای که به نرخ برش وابسته است یا تنش تسلیم دارد.  سه دسته مهم آن عبارت است از:
1. سیالات با تنش تسلیم (viscoplastic)، مانند سیال بینگهام پلاستیک و مدل‌های Herschel–Bulkley.
2. سیالات رقیق‌شونده
3. سیالات غلیظ‌شونده

### تفاوت اصلی
| ویژگی          | سیال نیوتنی     | بینگهام پلاستیک      |
| -------------- | --------------- | -------------------- |
| تنش تسلیم (τy) | ندارد           | دارد                 |
| رابطه τ و γ˙   | خطی بدون آستانه | τ=τy+Kγ˙ پس از تسلیم |

مدل Herschel–Bulkley تعمیم‌یافته بینگهام است و برای مواردی مانند دوغ، خمیر دندان یا سس مایونز نیز کاربرد دارد.

## تعریف ناحیه پلاگ (Plug Region)
در جریان داخلی (مثل لوله)، اگر τ(r)<τy، سیال در مرکز حرکت صلب انجام می‌دهد: این، ناحیه پلاگ یا پیش‌تسلیم است.
- شعاع پلاگ (rp) از رابطه زیر قابل محاسبه است:   rp=R(1−τwτy)   که R شعاع لوله و τw تنش دیواره است .

در داخل پلاگ، نرخ برش γ˙=0 و سرعت ثابت است؛ بیرون آن، سرعت با فاصله تا دیواره کاهش می‌یابد.

## ناحیه پلاگ در سیالات بینگهام

### جریان لوله استوانه‌ای
- فشار P باعث توزیع تنشهای برشی τ(r) می‌شود:   τ(r)=2Lr(P_0−P_L)
- با حل معادله‌ی گام‌به‌گام، r_p و سرعت پلاگ up به‌دست می‌آیند Wikipediaowlnet.rice.edu.
- پروفیل سرعت:
  - برای r≤rp: u=up=4Kτw−τy(R2−rp2)
  - برای r>rp: u(r)=4Kτw−τy(R2−r2) .

### لوله با شعاع متغیر
- مطالعات معادله پرسش‌پذیر نشان داده که تغییرات شعاع دیواره، شعاع پلاگ را تغییر می‌دهد. مکانیسم با معادلات perturbation حل می‌شوند .

### جریان تعداد ثابت
- روشن شده که عامل اصطکاک در سیالات بینگهام با پارامترهای فعلی قابل تحلیل است .

## ناحیه پلاگ در سیالات غیرنیوتونی مشابه

### مدل Herschel–Bulkley
- پس از ورود تنش تسلیم، رفتار مشابه بینگهام نیست؛ بلکه:   γ˙=0(τ<τy);τ=τy+kγ˙n(τ≥τy)   که n می‌تواند کمتر یا بیشتر از یک باشد (رقیق‌شونده یا غلیظ‌شونده) ResearchGate+5Wikipedia+5arXiv+5.
- در جریان داخلی، ناحیه پلاگ تشکیل می‌شود ولی مرز مشخصی خطی ندارد.
- معادلات تحلیلی برای جریان Herschel–Bulkley در مقاطع متفاوت ارائه‌شده‌اند (لوله، annulus، دکانال) arXiv+14SpringerLink+14AIP Publishing+14.
- در کاربردهای زیستی (مثلاً جریان خون در شریان)، تاثیر پلاگ و نوسان فشار مورد مطالعه قرار گرفته‌اند .

## کاربرد و اهمیت
- در انتقال خمیر و سیالات حفاری، بررسی پلاگ برای محاسبه نرخ جریان و افت فشار ضروریست.
- در CFD و شبیه‌سازی، مدل‌های یکنواخت سازی ویسکوزیته یا relax به ابزار تحلیلی اجازه حل برای شکل‌های پیچیده (خم، دریچه، annulus) می‌دهد.
- در کاربردهای پزشکی (خون) و صنعت نفت، پلاگ مرکزی و تغییر شکل آن اثر زیادی بر لاگرفلو، wall shear stress و افت فشار دارد ResearchGate.

## نتیجه
سیالات بینگهام و Herschel–Bulkley نمونه‌هایی برجسته از سیالات با تنش تسلیم هستند. ناحیه پلاگ، بخشی از سیال است که تحت تنش کمتر از τy قرار داشته و به‌صورت جامد حرکت می‌کند. شعاع آن تابع تنش دیواره و ویژگی‌های رئولوژیکی سیال است. این پدیده در جریان‌های مهندسی و زیستی اهمیت زیادی در محاسبات افت فشار و طراحی سیستم دارد.